# Комињаго
Комињаго (итал. Comignago) је насеље у Италији у округу Новара, региону Пијемонт.
Према процени из 2011. у насељу је живело 752 становника. Насеље се налази на надморској висини од 274 м.

## Становништво
| 1936. | 1951. | 1961. | 1971. | 1981. | 1991. | 2001. | 2011. |
| ----- | ----- | ----- | ----- | ----- | ----- | ----- | ----- |
| 561   | 558   | 605   | 559   | 630   | 765   | 939   | 1.223 |